# Négyesy György
Négyesy György (?, 1893. május 10. – Budapest, 1992. április 14.) bíró, magyar sakkozó, sakkmester, nemhivatalos sakkolimpián aranyérmes, a magyar levelezési sakkszövetség alapítója, szakíró, sportvezető.

## Élete és sakkpályafutása
Apja Négyesy László, irodalomtörténész, esztéta. A Magyar Tudományos Akadémia tagja, számos könyv és publikáció szerzője. Ő tanította meg sakkozni 6 éves korában, vett neki sakk-könyveket, és indította el iskolai versenyeken. 1910-ben a középiskolás bajnokságon Breyer Gyula és Szegő mögött a 3. helyen végzett. Első nyomtatásban megjelent játszmája 1912-ből származik.
1914-ben szerzett jogi diplomát, 1917-ben doktorált, 1920-ban nevezték ki bírónak, és bíróként vonult nyugdíjba 1961-ben. Élete utolsó éveiben látás- és hallássérült volt.
1922-ben Steiner Lajossal Budapest holtversenyes bajnoka, majd 2,5–0,5-re megnyeri kettőjük páros mérkőzését. 1925 és 1937 között több alkalommal is szerepelt a magyar sakkválogatottban. 1926-ban tagja volt a budapesti nemhivatalos sakkolimpián első helyezést elért magyar csapatnak. 1932-ben szerezte meg a nemzeti mester címet., miután megnyerve a mesterjelöltek versenyét jogot szerzett a nemzeti mesterversenyen való indulásra, és ott 50%-os eredményt ért el olyan mezőnyben, ahol Maróczy Géza, Esteban Canal, Steiner Lajos, Steiner Endre és Lilienthal Andor is játszott. 1931 és 1952 között hat alkalommal jutott be a magyar bajnokság döntőjébe.

## Levelezési sakk
1911-től kezdődően foglalkozott levelezési sakkozással. Az 1970-es évek közepéig az egyik legerősebb magyar levelezési sakkozónak számított. 1951 és 1985 között a Magyar Sakkélet levelezési sakkrovatának állandó szerkesztője volt. A Magyar Sakkszövetségen belül a levelezési sakkozással kapcsolatos szervezési feladatokat látta el, majd kezdeményezésére alakult meg a Magyar Levelezési Sakkszövetség, amelynek később állandó tiszteletbeli elnöke lett. Csapatkapitánya volt a levelezési olimpián játszó magyar csapatnak és versenyvezetője a levelezési magyar bajnokságoknak. A Nemzetközi Levelezési Sakkszövetség (ICCF) 1971-ben tiszteletbeli tagjává választotta.

### Játékereje
A Chessmetrics historikus pontszámításai szerint a legmagasabb Élő-pontszáma 2478 volt 1956 decemberben, amivel akkor 222. volt a világranglistán. Legelőkelőbb helyezése a világranglistán a 127. volt, amit 1933 júniusban ért el. Legmagasabb teljesítményértéke 2559, ezt 1955-ben egy budapesti versenyen érte el, ahol a 2. helyezést szerezte meg.

### Szereplései csapatban
Tagja volt az 1926-os nemhivatalos sakkolimpián olimpiai bajnoki címet szerzett magyar válogatottnak.

### Kiemelkedő versenyeredményei
- 2. helyezés: Budapest (1955)

## Megjelent művei
- társszerzőként: Sakkvilágbajnokjelöltek versenye Budapest, 1950; Sport Lap- és Könyvkiadó Vállalat, 1951
- Macskásy Előd–Négyesy György: A VIII. magyar sakkbajnokság; Sport Lap- és Könyvkiadó, 1953
- Négyesy György: Sakk-matt!, Ifjúsági könyvkiadó, 1954
- dr. Négyesy György–Hegyi József: Sakk-kombinációk, Budapest, 1955
- dr. Négyesy György–Hegyi József: Így kombináljunk (Sakkozók kiskönyvtára), Sport, 1965
- dr. Négyesy György–Hegyi József: Combination in Chess, Boston, Branden Press, 1970 (angolul)
- dr. Négyesy György–Hegyi József: Schachkombinationen: Ein Lehrbuch des Kombinationsspiels, Hamburg, Verl. Das Schach-Archiv, 1969(németül)
- dr. Négyesy György–Hegyi József: Gli scacchi : tecnica delle combinazioni, Bologna : Calderini, 1976 (olaszul)
- Tóth László, Négyesy György: XI. és XII. magyar sakkbajnokság: 1955. december – 1957. március, Magyar Sakkszövetség, 1957. (Magyar Sakkélet rendkívüli kettős szám)

## Díjai, elismerései
- A Magyar Népköztársaság Érdemes Sportolója (1954)[6]
- Magyar Népköztársaság Sportérdemérem ezüst fokozata (1962) a III. Levelezési sakkolimpián 2. helyezést elért csapat kapitányaként[7]
- A Sport és Testnevelés Kiváló Dolgozója (1968)[8]
- Magyar Népköztársaság Sportérdemérem arany fokozata (1973)[9]